# Marcus Calpurnius Flamma
Marcus Calpurnius Flamma ist der in den meisten antiken Quellen angegebene Name eines römischen Militärtribuns, der im Ersten Punischen Krieg 258 v. Chr. durch seine Heldentat ein konsularisches Heer rettete und daher als „römischer Leonidas“ tituliert wurde.
Als die Truppen des auf Sizilien operierenden Konsuls Aulus Atilius Caiatinus sich auf dem Marsch nach Camarina befanden und dabei in einen Hinterhalt gerieten, war Calpurnius Flamma mit 300 Soldaten zur Selbstaufopferung bereit, um die in höchster Gefahr schwebende römische Armee zu retten. Nach der Befreiung der Legionen wurde er schwer verletzt, aber lebend unter einem Haufen Toter gefunden; angeblich hatte er als einziger seiner Kampftruppe überlebt. Diese Episode ist von zahlreichen antiken Autoren (nicht jedoch von Polybios in seinem Abriss des Ersten Punischen Krieges) erzählt worden.
Manche Quellen bezeichneten den selbstlosen Militärtribun nicht als Calpurnius Flamma, sondern mit einem abweichenden Namen. Der römische Politiker und Redner Marcus Porcius Cato Censorius hatte im 4. Buch seiner größtenteils verlorenen  Origines über die Heldentat des römischen Offiziers berichtet, aber wahrscheinlich ohne dessen Namen anzuführen, wie er auch sonst in seinem Geschichtswerk keine Individualnamen römischer Magistrate zu nennen pflegte. Ein Eigenname wurde dem Kriegstribun wohl erst von den Annalisten nach Cato beigelegt. Aulus Gellius schöpfte bei seiner Erwähnung der Episode u. a. aus Cato und erwähnte als weitere für den Militärtribunen angeführte Namen Quintus Caedicius (wohl nach einem Annalisten) sowie Laberius (nach Quintus Claudius Quadrigarius).